# Нитрат гадолиния
Нитрат гадолиния — неорганическое соединение, 
соль гадолиния и азотной кислоты с формулой Gd(NO3)3,
растворяется в воде,
образует кристаллогидраты — жёлтые кристаллы.

## Физические свойства
Нитрат гадолиния образует жёлтые кристаллогидраты состава Gd(NO3)3•n H2O, где n = 5 и 6, которые плавятся в собственной кристаллизационной воде при 91—92°С.
Хорошо растворяется в воде.

## Применение
- Водорастворимый поглотитель нейтронов в некоторых видах ядерных реакторов.
- В качестве сырья для получения других соединений гадолиния.